# Ubud

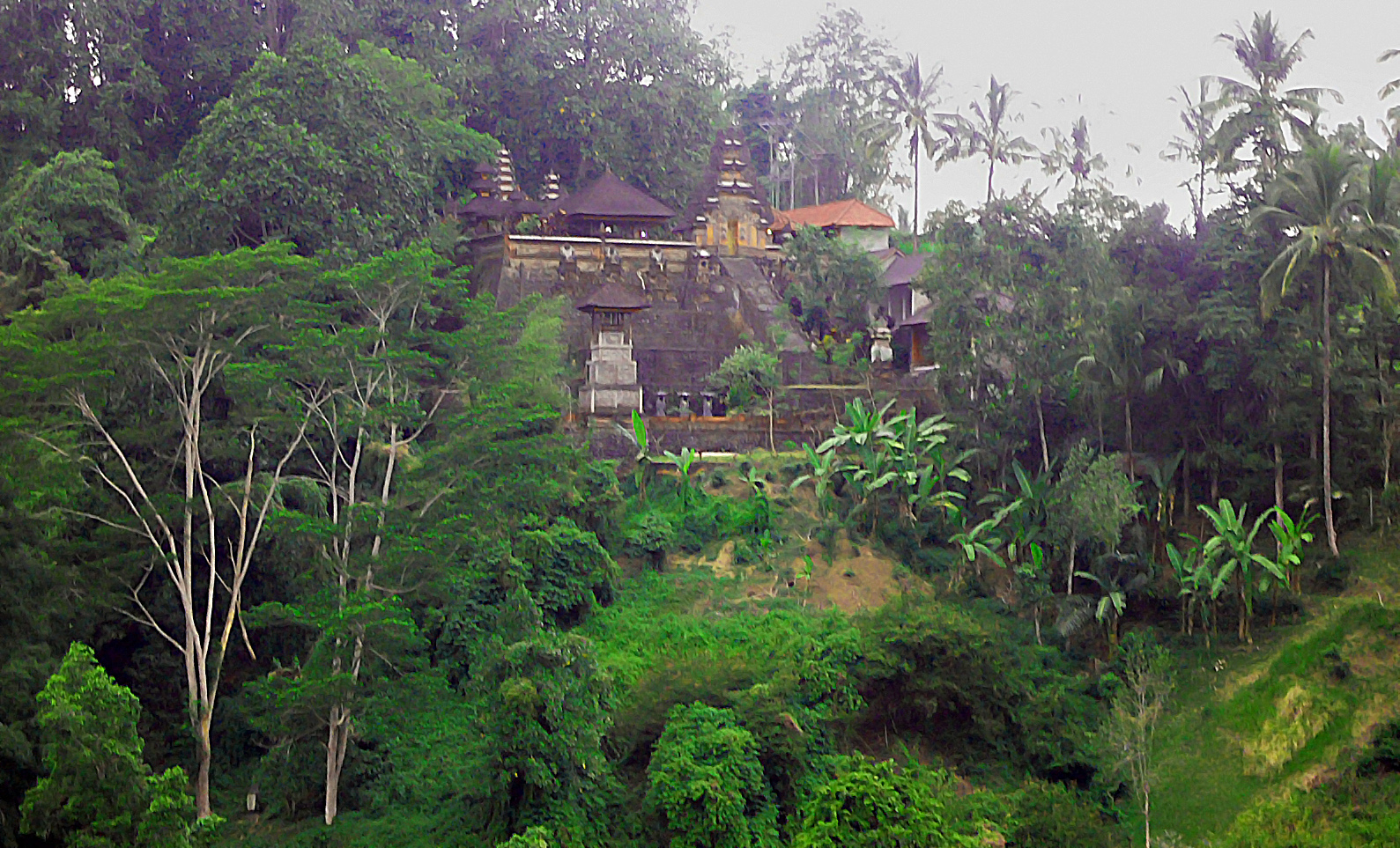
Đền Hindu ở Ubud

Ubud là một thị trấn trên đảo Bali ở Indonesia, thuộc khu Ubud, nằm giữa những cánh đồng lúa và khe núi dốc đứng ở chân đồi trung tâm của huyện Gianyar. Một trong các trung tâm nghệ thuật và văn hóa chính của Bali, nó đã phát triển một ngành công nghiệp du lịch lớn.
Ubud có dân số khoảng 30.000 người, nhưng nó khó có thể phân biệt các thành phố chính từ các làng xung quanh nó.
Rừng khỉ Ubud là một khu bảo tồn linh thiêng tọa lạc gần cuối phía nam của rừng khỉ Jalan. Nó có 340 con khỉ đuôi dài (Macaca fascicularis).
Ngành du lịch Ubud tập trung vào yoga, văn hóa và thiên nhiên. Ngược lại với khu du lịch chính ở miền nam Bali, khu vực Ubud có rừng, sông, nhiệt độ mát và ít bị ùn tắc giao thông mặc dù đã có lượng khách tăng mạnh trong thế kỷ 21. Một số "cửa hàng" nhỏ hơn các khách sạn theo phong cách này nằm trong và xung quanh Ubud, thường phục vụ phương pháp trị liệu spa hoặc treks lên núi của Ubud.